# Tour der französischen Rugby-Union-Nationalmannschaft nach Australien 1981
| Tour der Franzosen nach Australien 1981 | Tour der Franzosen nach Australien 1981 | Tour der Franzosen nach Australien 1981 | Tour der Franzosen nach Australien 1981 | Tour der Franzosen nach Australien 1981 |
| Übersicht                               | S                                       | G                                       | U                                       | N                                       |
| --------------------------------------- | --------------------------------------- | --------------------------------------- | --------------------------------------- | --------------------------------------- |
| Test Matches                            | 2                                       | 0                                       | 0                                       | 2                                       |
| Sonstige Spiele                         | 7                                       | 6                                       | 0                                       | 1                                       |
| Gesamt                                  | 9                                       | 6                                       | 0                                       | 3                                       |
|                                         |                                         |                                         |                                         |                                         |
| Australien                              | 2                                       | 0                                       | 0                                       | 2                                       |

Die Tour der französischen Rugby-Union-Nationalmannschaft nach Australien 1981 umfasste eine Reihe von Freundschaftsspielen der französischen Rugby-Union-Nationalmannschaft. Sie reiste von Mitte Juni bis Mitte Juli 1981 durch Australien und bestritt während dieser Zeit neun Spiele. Darunter waren zwei Test Matches gegen die australische Nationalmannschaft, die beide mit einer Niederlage endeten. Auf dem Programm standen auch sieben Partien gegen regionalen Auswahlteams, bei denen sechs Siege und eine Niederlage resultierten.

## Spielplan
- Hintergrundfarbe grün = Sieg
- Hintergrundfarbe rot = Niederlage

(Test Matches sind grau unterlegt; Ergebnisse aus der Sicht Frankreichs)
| # | Datum         | Gegner                       | Ort         | Stadion               | Ergebnis |
| - | ------------- | ---------------------------- | ----------- | --------------------- | -------- |
| 1 | 13. Juni 1981 | Queensland Reds              | Brisbane    | Ballymore Stadium     | 18:15    |
| 2 | 17. Juni 1981 | Queensland Country           | Rockhampton |                       | 33:3     |
| 3 | 20. Juni 1981 | Sydney Rugby Union           | Sydney      | Sydney Cricket Ground | 14:16    |
| 4 | 24. Juni 1981 | Victorian Rugby Union        | Melbourne   |                       | 11:6     |
| 5 | 27. Juni 1981 | New South Wales Waratahs     | Sydney      | Sydney Sports Grund   | 21:12    |
| 6 | 01. Juli 1981 | Australian Capital Territory | Canberra    |                       | 50:7     |
| 7 | 05. Juli 1981 | Australien                   | Brisbane    | Ballymore Stadium     | 15:17    |
| 8 | 08. Juli 1981 | New South Wales Country      | ?           |                       | 13:12    |
| 9 | 11. Juli 1981 | Australien                   | Sydney      | Sydney Cricket Ground | 14:24    |

## Test Matches
| 5. Juli 1981 | Australien                                                                | 17 : 15        | Frankreich                                                                          | Ballymore Stadium, Brisbane Zuschauer: 20.500 Schiedsrichter: Graeme Harrison (Neuseeland) |
| 5. Juli 1981 | Versuche: Moon O’Connor Poidevin Erhöhungen: McLean Straftritte: Richards | (10:9) Bericht | Versuche: Mesny Erhöhungen: Gabernet Straftritte: Blanco Gabernet Dropgoals: Viviès | Ballymore Stadium, Brisbane Zuschauer: 20.500 Schiedsrichter: Graeme Harrison (Neuseeland) |

Aufstellungen:
- Australien: Chris Carberry, Declan Curran, Tony D’Arcy, Duncan Hall, Mike Hawker, John Hipwell, Mark Loane, Mick Martin, Paul McLean, Brendan Moon, Michael O’Connor, Simon Poidevin, Geoff Richards, Tony Shaw , Steve Williams
- Frankreich: Serge Blanco, Manuel Carpentier, Philippe Dintrans, Jean-Pierre Élissalde, Dominique Erbani, Michel Fabre, Serge Gabernet, Alain Lorieux, Patrick Mesny, Robert Paparemborde , Laurent Pardo, Daniel Revailler, Laurent Rodriguez, Patrick Salas, Bernard Viviès
 Auswechselspieler: Adrien Mournet

| 11. Juli 1981 | Australien                                                             | 24 : 14       | Frankreich                                                   | Sydney Cricket Ground, Sydney Zuschauer: 41.234 Schiedsrichter: Alun Richards (Wales) |
| 11. Juli 1981 | Versuche: Hall O’Connor Erhöhungen: McLean (2) Straftritte: McLean (4) | (9:6) Bericht | Versuche: Élissalde Lacans Dropgoals: Élissalde Sallefranque | Sydney Cricket Ground, Sydney Zuschauer: 41.234 Schiedsrichter: Alun Richards (Wales) |

Aufstellungen:
- Australien: Chris Carberry, Declan Curran, Tony D’Arcy, Mark Ella, Duncan Hall, Mike Hawker, John Hipwell, Mark Loane, Mick Martin, Paul McLean, Brendan Moon, Michael O’Connor, Simon Poidevin, Tony Shaw , Steve Williams
- Frankreich: Jean-Luc Averous, Serge Blanco, Didier Codorniou, Philippe Dintrans, Jean-Pierre Élissalde, Dominique Erbani, Serge Gabernet, Pierre Lacans, Patrick Mesny, Robert Paparemborde, Daniel Revailler, Jean-Pierre Rives , Laurent Rodriguez, Marc Sallefranque, Jean-Paul Wolf